# Processo Flick
Il processo Flick (o Stati Uniti d'America contro Friedrich Flick, et al.) è stato il quinto dei dodici processi per crimini di guerra tenuti dalle autorità degli Stati Uniti nella loro zona di occupazione in Germania dopo la seconda guerra mondiale. Fu il primo di tre processi a importanti industriali della Germania nazista; gli altri due furono il processo IG Farben e il processo Krupp.
Questi processi si sono svolti tutti davanti ai tribunali militari americani. Il processo Flick è stato uno dei 12 successivi processi di Norimberga contro la leadership militare, politica ed economica della Germania nazista, tenutosi dopo i processi di Norimberga, il più noto che ha processato 22 dei più importanti nazisti catturati; come gli altri processi, il processo Flick si è svolto al Palazzo di Giustizia.

## Il processo
Gli imputati in questo caso erano Friedrich Flick e altri cinque alti dirigenti del gruppo di società di Flick, Flick Kommanditgesellschaft o Flick KG. Le accuse erano incentrate sul lavoro forzato e sul saccheggio, ma Flick e il direttore più anziano, Otto Steinbrinck, furono anche accusati della loro appartenenza al "Circolo degli amici di Himmler". Il circolo era un gruppo di influenti industriali e banchieri tedeschi, fondato nel 1932 da Wilhelm Keppler e rilevato da Himmler nel 1935, allo scopo di fornire sostegno finanziario ai nazisti. I suoi membri "donarono" annualmente circa 1 milione di Reichsmark ad un "Conto Speciale S" in favore di Heinrich Himmler.
I giudici in questo caso, ascoltati davanti al Tribunale Militare IV, erano Charles B. Sears (presidente), ex giudice capo della Corte d'Appello di New York; William C. Christianson, ex giudice della Corte Suprema del Minnesota; Frank N. Richman, ex giudice della Corte Suprema dell'Indiana; e Richard D. Dixon, ex giudice della Corte Superiore della Carolina del Nord, come giudice supplente.
Il capo dell'avvocato dell'accusa era Telford Taylor, e il procuratore capo in questo caso era Joseph M. Stone, un avvocato del lavoro in congedo dal Dipartimento del lavoro degli Stati Uniti a Washington. L'atto d'accusa è stato depositato l'8 febbraio e modificato il 18 marzo 1947; il processo durò dal 19 aprile al 22 dicembre 1947. Friedrich Flick fu condannato a sette anni di reclusione, due degli altri imputati ricevettero condanne più brevi e gli altri tre furono assolti.

## Accusa
Cinque i capi d'accusa:
1. Crimini di guerra e crimini contro l'umanità partecipando alla deportazione e alla riduzione in schiavitù delle popolazioni civili di paesi e territori sotto l'occupazione belligerante o altrimenti controllati dalla Germania, e dei detenuti dei campi di concentramento, per l'utilizzo come schiavi nelle miniere e nelle fabbriche di Flick.
2. Crimini di guerra e crimini contro l'umanità attraverso il saccheggio e la spoliazione dei territori occupati e il sequestro degli impianti sia a ovest (Francia) che a est (Polonia, Russia).
3. Crimini contro l'umanità attraverso la partecipazione alla persecuzione degli ebrei e l'"arianizzazione" delle loro proprietà.
4. Adesione al NSDAP e al "Circolo degli amici di Himmler".
5. Appartenenza ad un'organizzazione criminale, le SS.

Il punto 2 escludeva Terberger, il punto 3 si applicava a Flick, Steinbrinck e Kaletsch, il punto 4 a Flick e Steinbrinck, mentre il punto 5 si applicava solo a Steinbrinck, che era stato un SS Brigadeführer. Le SS erano state precedentemente dichiarate un'organizzazione criminale dall'IMT.
Tutti gli imputati si sono dichiarati "non colpevoli".
La corte ha respinto il punto 3, affermando che le prove presentate (che erano tutte per i casi precedenti al settembre 1939) erano al di fuori della sua giurisdizione poiché il tribunale aveva un mandato solo per gli atti commessi durante la seconda guerra mondiale, cioè dal settembre 1939 al maggio 1945.

## Imputati
| Foto | Nome              | Capi d'accusa                                  | Capi d'accusa | Capi d'accusa | Capi d'accusa | Capi d'accusa | Sentenza                                                      |
|      |                   | 1                                              | 2             | 3             | 4             | 5             |                                                               |
| ---- | ----------------- | ---------------------------------------------- | ------------- | ------------- | ------------- | ------------- | ------------------------------------------------------------- |
|      | Friedrich Flick   | C                                              | C             | X             | C             |               | 7 anni, compresi quelli già scontati. Morto il 20 luglio 1972 |
|      | Otto Steinbrinck  | X                                              | X             | X             | C             | C             | 5 anni, compresi quelli già scontati. Morto il 16 agosto 1949 |
|      | Bernhard Weiss    | C                                              | X             |               |               |               | 2 anni e 6 mesi, compresi quelli già scontati. Morto nel 1973 |
|      | Odilo Burkart     | X                                              | X             |               |               |               | Assolto                                                       |
|      | Konrad Kaletsch   | X                                              | X             | X             |               |               | Assolto                                                       |
|      | Hermann Terberger | X                                              |               |               |               |               | Assolto                                                       |
|      |                   | X = Incriminato - C = Incriminato e condannato |               |               |               |               |                                                               |